# Liste der denkmalgeschützten Objekte in Kukmirn
Die Liste der denkmalgeschützten Objekte in Kukmirn enthält die 9 denkmalgeschützten, unbeweglichen Objekte der Gemeinde Kukmirn.

## Denkmäler
| Foto |                 | Denkmal                                                                                      | Standort                                               | Beschreibung | Metadaten |
| ---- | --------------- | -------------------------------------------------------------------------------------------- | ------------------------------------------------------ | --- | --- |
| ja   | Datei hochladen | Kath. Filialkirche hl. Georg HERIS-ID: 31696 Objekt-ID: 28678                                | Eisenhüttl 63 Standort KG: Eisenhüttl                  | Erbaut 1796 lt. Inschrift über dem Portal. Kleiner einschiffiger, zweijochiger Bau mit Halbkreisapsis. Eingebundener Westfassadenturm mit Spitzhelm. Platzlgewölbe zwischen Gurten auf Pilastern. Dreiachsige Empore über Platzln. Neoromanischer Hochaltar. Darüber Podest mit 1907 aufgestellter Holzfigur des hl. Georg zu Pferde. Ölbild vom Ende des 18. Jahrhunderts des hl. Georgs an der Schiffswand. Schnitzfigur als Nachbildung der Mariazeller Muttergottes aus der Mitte des 19. Jahrhunderts in der Sakristei.            | BDA-Hist.: Q37943838 Status: § 2a Stand der BDA-Liste: 2025-06-30 Name: Kath. Filialkirche hl. Georg GstNr.: 2279 Kath. Filialkirche hl. Georg (Eisenhüttl)                                    |
| BW   | Datei hochladen | Ehem. Personalwohnhaus der Obstplantage Rupertahof HERIS-ID: 31687 Objekt-ID: 28667seit 2019 | Apfelstraße 54 Standort KG: Kukmirn                    | Das Personalwohnhaushaus stammt von Carl Auböck aus dem Jahr 1975. Es ist rund und in exponierter Lage gebaut. | BDA-Hist.: Q105643126 Status: Bescheid Stand der BDA-Liste: 2025-06-30 Name: Ehem. Personalwohnhaus der Obstplantage Rupertahof GstNr.: 4190                                                   |
| ja   | Datei hochladen | Kirchenruine Kircheck HERIS-ID: 31884 Objekt-ID: 28884                                       | Kircheck Standort KG: Kukmirn                          | Beim Kircheck befinden sich die Grundmauern einer Vorgängerkirche der heutigen Pfarrkirche, deren Standort mehrfach versetzt wurde. Anmerkung: größeres Ackergrundstück, Standortangabe ungefähr | BDA-Hist.: Q37944919 Status: Bescheid Stand der BDA-Liste: 2025-06-30 Name: Kirchenruine Kircheck GstNr.: 2919                                                                                 |
| ja   | Datei hochladen | Wohnhaus, ehem. evang. Pfarrhof HERIS-ID: 26644 Objekt-ID: 23133                             | Obere Dorfstraße 14 Standort KG: Kukmirn               | Errichtet in der ersten Hälfte des 19. Jahrhunderts. Biedermeierfassade. | BDA-Hist.: Q37903101 Status: Bescheid Stand der BDA-Liste: 2025-06-30 Name: Wohnhaus, ehem. evang. Pfarrhof GstNr.: 1                                                                          |
| ja   | Datei hochladen | Ehem. Evangelisches Schul- und Bethaus HERIS-ID: 31609 Objekt-ID: 28587                      | Obere Dorfstraße 18 Standort KG: Kukmirn               | | BDA-Hist.: Q37943404 Status: § 2a Stand der BDA-Liste: 2025-06-30 Name: Ehem. Evangelisches Schul- und Bethaus GstNr.: 13                                                                      |
| ja   | Datei hochladen | Kath. Pfarrkirche hl. Josef HERIS-ID: 31607 Objekt-ID: 28585                                 | Standort KG: Kukmirn                                   | Spätbarocker Bau von 1760 bis 1765. Vorgebauter dreigeschoßiger Westturm mit Spitzhelm, im Erdgeschoß offene Vorhalle. Schiff mit gleich breitem Polygonalchor. Triumphbogen über Doppelpilastern. Im Chorjoch Platzl-, in der Apsis Kappengewölbe. Hochaltar um 1770. | BDA-Hist.: Q15124690 Status: § 2a Stand der BDA-Liste: 2025-06-30 Name: Kath. Pfarrkirche hl. Josef GstNr.: 113 Katholische Pfarrkirche Kukmirn                                                |
| ja   | Datei hochladen | Evang. Pfarrkirche A.B., Toleranzkirche HERIS-ID: 31608 Objekt-ID: 28586                     | Standort KG: Kukmirn                                   | Erbaut zwischen 1784 und 1786. Turm mit Zwiebelhelm (1811). Neben Turm römerzeitliche Pfeilerbasis. Saal ohne Jochteilung. Die umlaufende Empore befindet sich auf schweren toskanischen Säulen. Klassizistischer Kanzelaltar vom Ende des 18. Jahrhunderts. | BDA-Hist.: Q30093216 Status: § 2a Stand der BDA-Liste: 2025-06-30 Name: Evang. Pfarrkirche A.B., Toleranzkirche GstNr.: 5 Evangelische Pfarrkirche Kukmirn                                     |
| ja   | Datei hochladen | Kath. Filialkirche Mariae Heimsuchung HERIS-ID: 31689 Objekt-ID: 28670                       | Standort KG: Limbach                                   | Einfacher Bau von 1835. Vorgebauter dreigeschoßiger Westturm mit Spitzhelm, nicht eingezogene halbrunde Apsis. Ein quadratisches Schiffjoch mit Platzlgewölbe; breite Empore. Gedrückter Triumphbogen, in der Apsis befindet sich eine Schale. Der Altar stammt aus der zweiten Hälfte des 18. Jahrhunderts. Pilasterwand mit Baldachin. Seitlich Schnitzfiguren des Hll. Stephan, König von Ungarn, und Florian. Tabernakel aus dem 19. Jahrhundert.                                                                                   | BDA-Hist.: Q37943797 Status: § 2a Stand der BDA-Liste: 2025-06-30 Name: Kath. Filialkirche Mariae Heimsuchung GstNr.: 57 Kath. Filialkirche Mariae Heimsuchung (Limbach im Burgenland)         |
| ja   | Datei hochladen | Kath. Filialkirche hll. Petrus und Paulus HERIS-ID: 31699 Objekt-ID: 28681                   | Neusiedl bei Güssing Standort KG: Neusiedl bei Güssing | Anstelle einer mittelalterlichen Kirche zwischen 1830 und 1850 erbaut. Einfacher Rechteckbau mit gleich breitem Polygonalchor und zweigeschoßigem Westturm mit Spitzhelm. Über dem zweijochigen Schiff Platzlgewölbe zwischen Gurten auf breiten Pilastern. Dreiachsige Empore über Kreuzgratgewölbe. Flacher Triumphbogen. Chorjoch mit schmalem Kreuzgratgewölbe. Über der innen halbrund geschlossenen Apsis befindet sich ein Schalengewölbe. Der barocke Altar stammt um 1720 her. Holzfiguren des Hll. König Stephan und Barbara. | BDA-Hist.: Q37943859 Status: § 2a Stand der BDA-Liste: 2025-06-30 Name: Kath. Filialkirche hll. Petrus und Paulus GstNr.: 144 Kath. Filialkirche hll. Petrus und Paulus (Neusiedl bei Güssing) |